# Барсуки (Самуйловське сільське поселення)
Барсуки (рос. Барсуки) — присілок Гагарінського району Смоленської області Росії. Входить до складу Самуйловського сільського поселення.
Населення — 4 особи.